# 蔡巨乐
蔡巨乐（1942年3月—），男，汉族，陕西神木人，中华人民共和国政治人物，曾任青海省人民政府秘书长，青海省政协副主席。